# Molson Indy Toronto 1991
Molson Indy Toronto 1991 var ett race som var den tionde deltävlingen i PPG IndyCar World Series 1991. Racet kördes den 21 juli på Torontos gator. Michael Andretti tog en överlägsen seger, och räddade sig kvar i mästerskapskampen. Michaels far Mario Andretti slutade tvåa, medan mästerskapsledande Bobby Rahal försvarade sin position med en tredjeplats. 

## Slutresultat
| Plats | Förare                | Team                     | Grid | Kvaltid  |
| ----- | --------------------- | ------------------------ | ---- | -------- |
| 1     | Michael Andretti      | Newman/Haas Racing       | 1    | 59,077   |
| 2     | Mario Andretti        | Newman/Haas Racing       | 5    | 59,887   |
| 3     | Bobby Rahal           | Galles-Kraco Racing      | 4    | 59,847   |
| 4     | Scott Pruett          | Truesports Co.           | 7    | 1.00,370 |
| 5     | John Andretti         | Hall/VDS Racing          | 13   | 1.01,175 |
| 6     | Scott Brayton         | Dick Simon Racing        | 14   | 1.01,268 |
| 7     | Scott Goodyear        | UNO Racing               | 11   | 1.00,899 |
| 8     | Mike Groff            | A.J. Foyt Enterprises    | 9    | 1.00,640 |
| 9     | Jeff Andretti         | Bruce Leven Racing       | 15   | 1.01,432 |
| 10    | John Jones            | Arciero racing           | 19   | 1.02,803 |
| 11    | Tony Bettenhausen Jr. | Bettenhausen Motorsports | 16   | 1.02,233 |
| 12    | Randy Lewis           | Dale Coyne Racing        | 22   | 1.04,136 |
| 13    | Didier Theys          | Leader Cards Racing      | 17   | 1.02,408 |
| 14    | Danny Sullivan        | Patrick Racing           | 12   |          |
| 15    | Hiro Matsushita       | Dick Simon Racing        | 21   | 1.03,427 |
| 16    | Ted Prappas           | P.I.G. Racing            | 23   | 1.05,112 |
| 17    | Eddie Cheever         | Chip Ganassi Racing      | 10   | 1.00,899 |
| 18    | Roberto Guerrero      | Euromotorsport           | 18   | 1.02,733 |
| 19    | Arie Luyendyk         | Vince Granatelli Racing  | 8    | 1.00,515 |
| 20    | Rick Mears            | Marlboro Team Penske     | 6    | 1.00,208 |
| 21    | Emerson Fittipaldi    | Marlboro Team Penske     | 2    | 59,545   |
| 22    | Buddy Lazier          | Hemelgarn/Coyne Racing   | 20   | 1.03,099 |
| 23    | Al Unser Jr.          | Galles-Kraco Racing      | 3    | 59,611   |